# Chiesa di Santa Maria dell'Anima

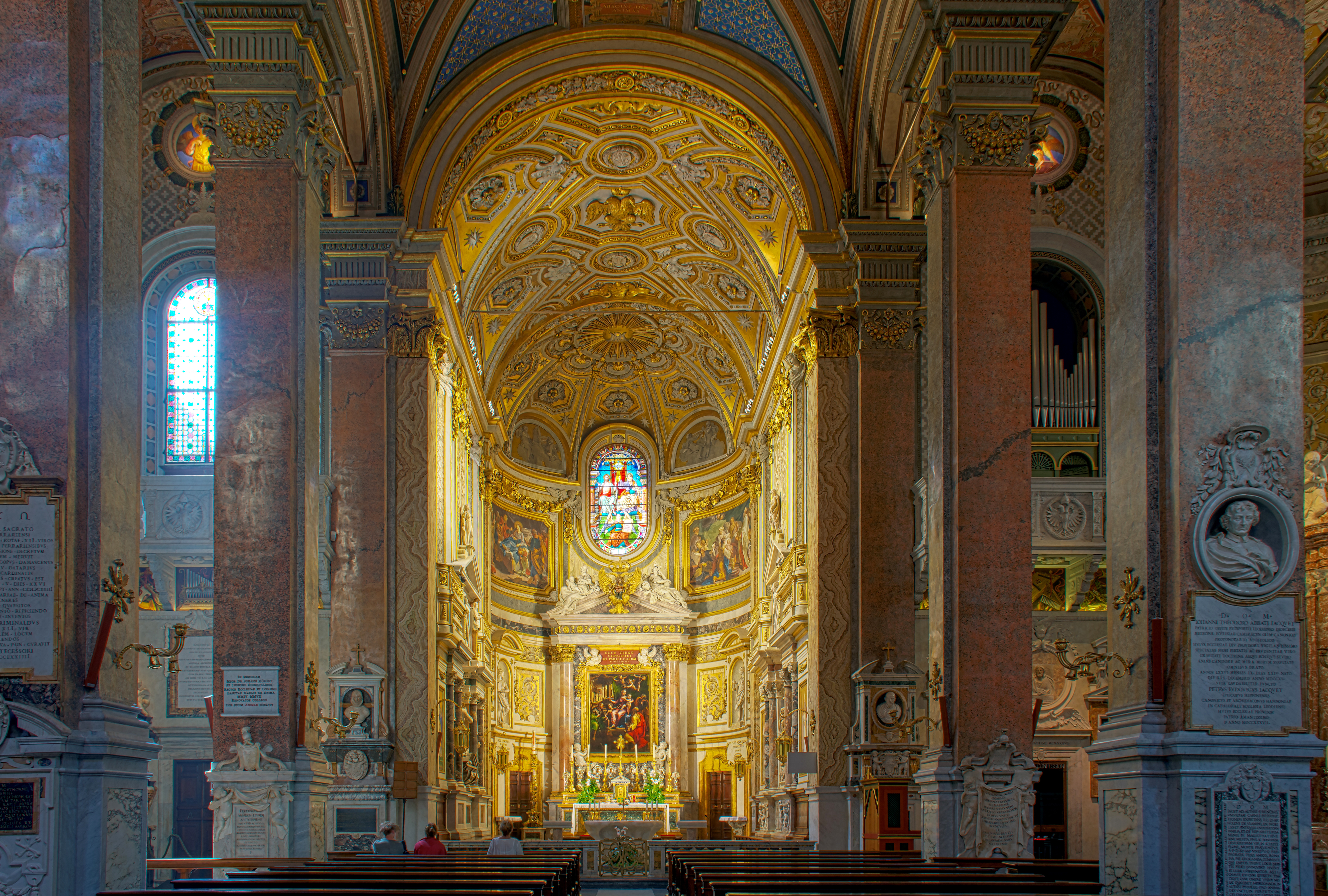
L'interno della chiesa

Santa Maria dell'Anima è una delle chiese di Roma. Fondata nel XIV secolo come oratorio dell'ospizio dei tedeschi, da secoli è la chiesa nazionale della comunità cattolica di lingua tedesca a Roma (Kirche der deutschsprachigen katholischen Gemeinde in Rom).

## Storia
Fu deciso di ricostruire la chiesa trecentesca in occasione del giubileo del 1500, ma la nuova fu consacrata solo nel 1542.
La fondazione di Santa Maria dell'Anima, confraternita di cui faceva parte dal 1489 Johannes Burckardt (lo stesso del palazzetto del Burcardo a Largo di Torre Argentina), che poi ne divenne prevosto avviando i lavori della nuova chiesa, voleva una chiesa nello stile dell'Europa settentrionale, con le navate laterali della stessa altezza di quella centrale. Dello spirito gotico è rimasta in effetti l'altezza dei pilastri che sostengono le quattro campate, la profondità delle 8 cappelle laterali, e anche il campanile (peraltro attribuito al Bramante). La facciata di Andrea Sansovino fu però edificata in stile prettamente rinascimentale italiano e fu completata da Giuliano da Sangallo, e la dedica fu preservata con l'esecuzione di un affresco nella cupola rappresentante la Vergine che salva le anime.

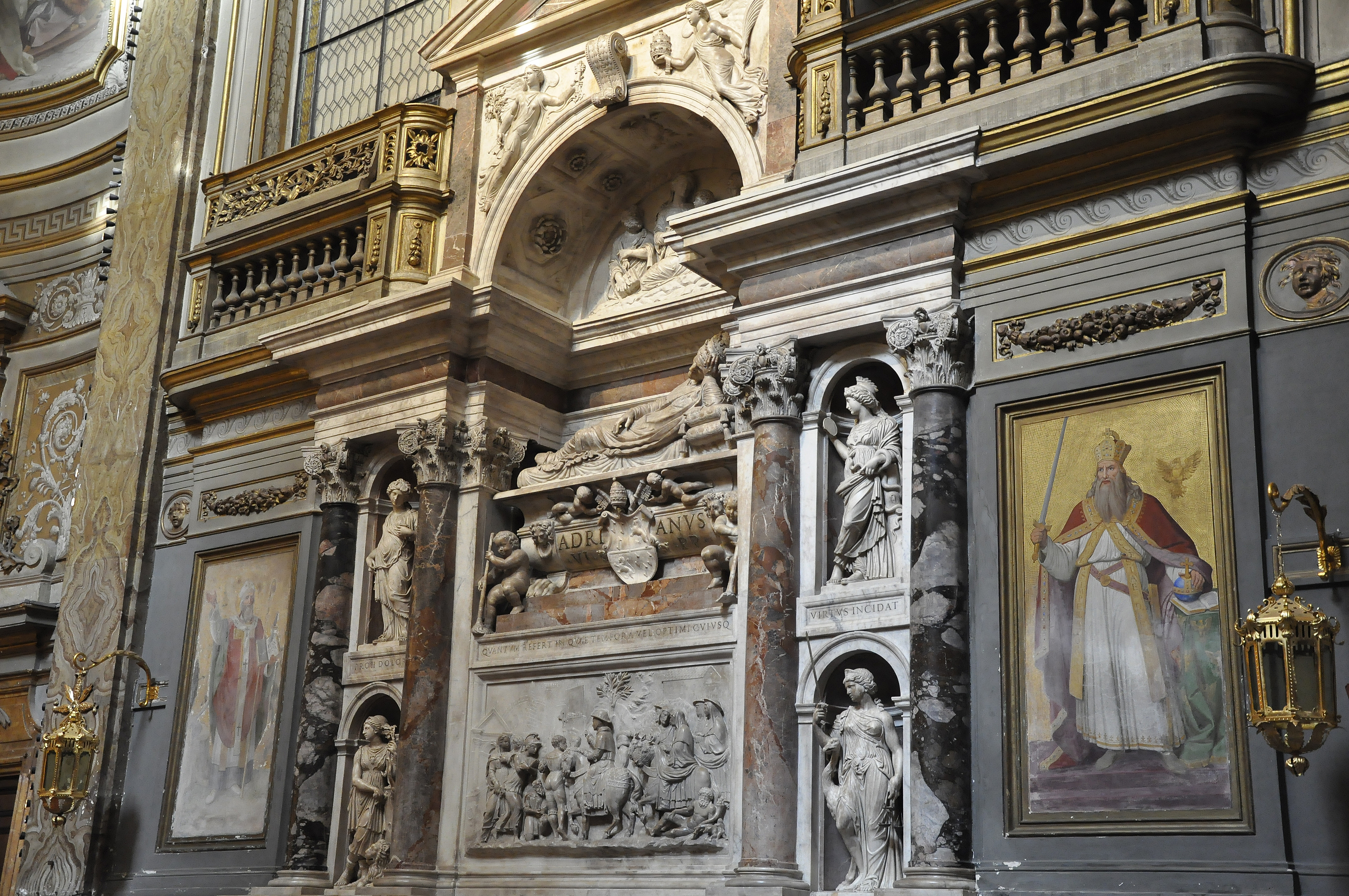
Monumento funerario di papa Adriano VI

L'istituzione, vera e propria chiesa nazionale dei tedeschi a Roma (che in origine erano costituiti dalle tre comunità tedesca, olandese e fiamminga), si legò sempre più strettamente agli Asburgo d'Austria, la cui aquila bicipite ricorre frequente nel programma figurativo. Le sue entrate erano costituite da elemosine, lasciti testamentari e rendite di proprietà immobiliari nella zona, che costituivano un ingente patrimonio, e venivano affittate preferibilmente a tedeschi.
Durante l'occupazione napoleonica Santa Maria dell'Anima fu saccheggiata e la sacrestia utilizzata come stalla. Nel 1859 venne istituito il seminario a fianco alla chiesa, e la fondazione (era stato Innocenzo VII nel 1406 a costituirla, ponendo l'ospizio dei pellegrini germanici sotto la protezione papale) è ancora oggi istituzione pontificia.

## Descrizione
Tra le opere conservate vi sono:

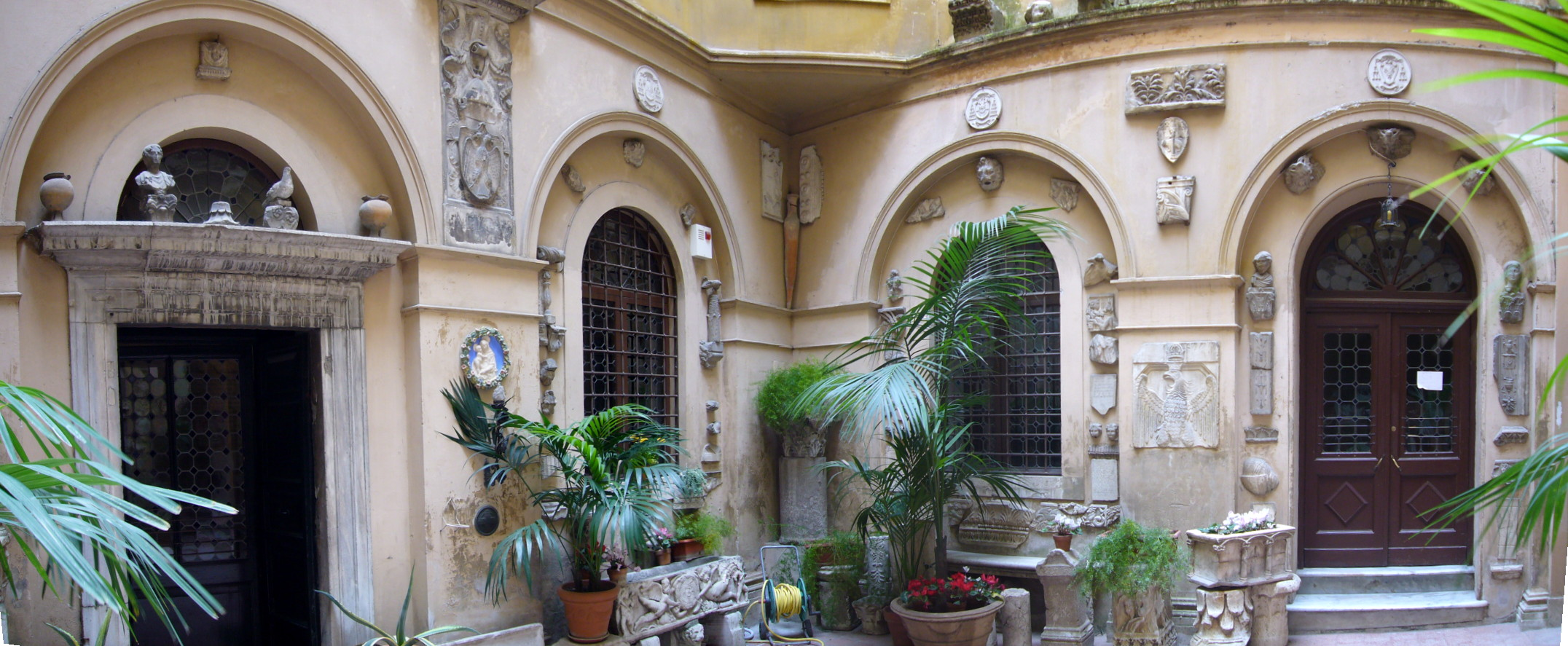
Il cortile

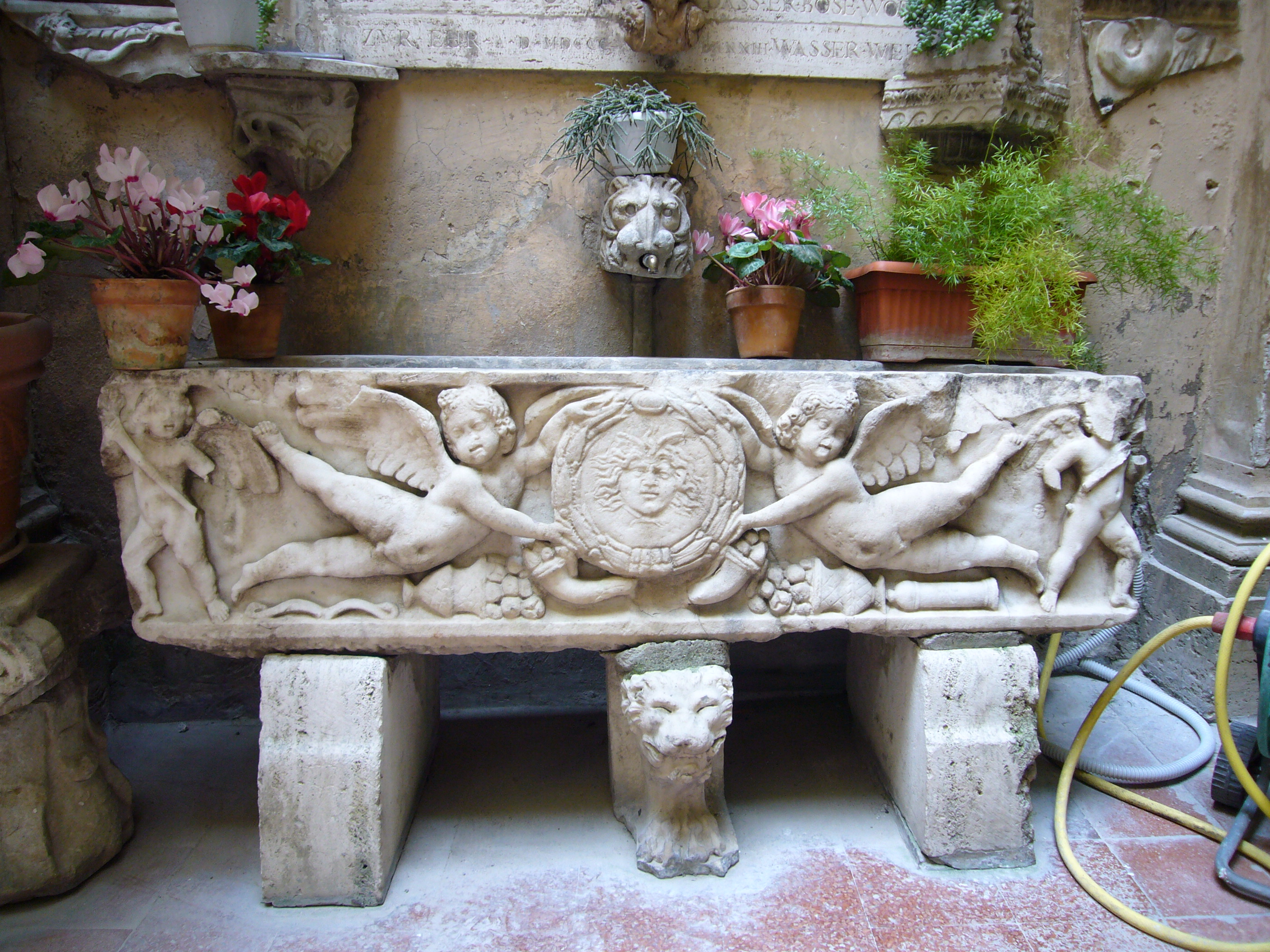
Sarcofago romano nel cortile

- Sacra conversazione con i santi Marco e Giacomo (1521-22), pala d'altare di Giulio Romano, raffigurante una madonna col bambino in conversazione con i santi Marco e Giacomo, patroni, per omonimia, del committente Jacob Fugger e dei due Markus Fugger - morti entrambi in Roma - al cui sepolcro la cappella era dedicata, il fratello maggiore Markus canonico di Augsburg (morto nel 1478), e il nipote, Markus protonotario apostolico, morto nel 1511. La pala era stata dipinta, in origine, per la cappella (detta anche "di San Marco") che Jakob, detto "il Ricco", aveva fatto erigere per i suoi congiunti in Santa Maria dell'Anima. Essendo considerata opera tra le più importanti della chiesa, fu spostata all'altar maggiore a fine Seicento per risparmiarle ulteriori danneggiamenti conseguenti alle inondazioni del Tevere, come era già avvenuto nel 1598 e nel 1682. In tempi moderni è stata ulteriormente restaurata nel 2007.
- Monumento funebre di papa Adriano VI (ultimo papa non italiano prima di Giovanni Paolo II[2]), realizzato da Angelo di Mariano, cui Giorgio Vasari dedicò una breve biografia sotto il nome di Michelangelo Senese, fratello minore di Lorenzo di Mariano, tra il 1524 e il 1527, su disegno di Baldassarre Peruzzi[3], commissionato dal cardinale Willem Enckenwoirt per l'ultimo papa olandese (nato a Utrecht) prima del terzo millennio.
- Cappella dei Margravi di Brandeburgo, voluta dal cardinale Johann Albrecht di Brandeburgo, arcivescovo di Magdeburgo e grande avversario di Lutero, con affreschi di Francesco Salviati (1541-1543). La decorazione è suddivisa in tre fasce. Nella fascia superiore, lungo tutta la volta, un affresco raffigura la Pentecoste;  al di sotto di questa, separata da un cornicione, la fascia centrale presenta al centro un riquadro con la Resurrezione, affiancata dalle figure di San Maurizio (patrono della cattedrale di Magdeburgo) e Sant'Alberto di Sicilia a sinistra, e Santo Stefano e San Giovanni Elemosinario a destra. Nella fascia inferiore della cappella, sopra l'altare figura una Pietà (con Johann Albrecht in preghiera), mentre ai lati, all'interno di due ovali attorniati di grottesche, i due ritratti rispettivamente di Quirinus Galler, agente dei Fugger a Roma e incaricato da Johann Albrecht di occuparsi della decorazione della cappella (a sinistra) e di Johann Lemmeken, amministratore dei beni di Johann Albrecht (a destra).
- Miracoli di san Bennone e Martirio di san Lamberto (1618), di Carlo Saraceni.
- Una scultura simile alla Pietà di Michelangelo realizzata dal Lorenzetto, cognato di Giulio Romano. Le due sculture differiscono principalmente dalla posizione del capo di Cristo, piegato all'indietro che si abbandona alla morte nell'opera di Michelangelo e sorretto sul petto della Vergine in quella di Lorenzetto. Sentiamo molto più presente nell'opera di Michelangelo l'abbandono della vita dal corpo di Cristo

Perdute sono la Natività di Cristo e la Circoncisione del veronese Marcantonio Bassetti (che fu attivo a Roma al fianco di Carlo Saraceni), così come le opere del pittore fiammingo Karel Philips Spierincks.
Dal fondo si accede ad un piccolo cortile da cui si accede all'Ospizio germanico, fitto di reperti antichi.

### Organi a canne
Nella chiesa si trovano due organi a canne, entrambi costruiti nel 1990 dall'austriaco Gerhard Hradetzky.
Lo strumento principale è collocato sulla cantoria al termine della navata laterale di destra, dove in precedenza avevano trovato collocazione altri organi; è a trasmissione meccanica e dispone di 23 registri su due manuali e pedale.
A pavimento, vi è un organo positivo mobile, anch'esso meccanico, dotato di 4 registri e unica tastiera, senza pedaliera.